# سندرم بابینسکی–ناژوت
سندرم بابینسکی-ناژوت (انگلیسی: Babinski–Nageotte syndrome) یا سندرم همی‌مدولاری یک بیماری نادر و تناوبی ساقه مغز است و در اثر آسیب به نواحی خلفی-بیرونی پیاز مغز رخ می‌دهد که احتمالاً علتش سیفلیس است.
علائم آن شامل آتاکسی، نقص حسی در صورت، سندرم هورنر و ضعف و از دست رفتنِ حس در نیمهٔ مقابل بدن است.
این بیماری در سال ۱۹۰۲ میلادی توصیف شد و بعدها به افتخار ژوزف بابینسکی و ژان ناژوت نامگذاری گردید.